# Acraea protea
Acraea protea är en fjärilsart som beskrevs av Henry Trimen 1866. Acraea protea ingår i släktet Acraea och familjen praktfjärilar. Inga underarter finns listade i Catalogue of Life.